# Brede Hangeland
Brede Paulsen Hangeland (ur. 20 czerwca 1981 w Houston, Stany Zjednoczone) – norweski piłkarz grający na pozycji środkowego obrońcy.

## Kariera klubowa
Hangeland urodził się w Stanach Zjednoczonych, w mieście Houston. Karierę piłkarską rozpoczął jednak w Norwegii w klubie FK Vidar. W 2000 roku zadebiutował w jego barwach w trzeciej lidze norweskiej. W 2001 roku odszedł do innego klubu z miasta Stavanger, Vikinga i zaczął występować w rozgrywkach norweskiej pierwszej ligi. W pierwszym sezonie w barwach Vikinga zdobył Puchar Norwegii (3:0 w finale z Bryne FK) i zajął 3. miejsce w Tippeligaen. W kolejnych sezonach nie osiągnął jednak większych sukcesów w lidze i w krajowym pucharze. Pełnił także funkcję kapitana Vikinga.
16 stycznia 2006 roku Hangeland podpisał kontrakt z duńskim FC København. Tam stworzył linię obrony wraz z rodakiem André Bergdølmo. W sezonie 2005/2006 wywalczył z Kopenhagą mistrzostwo Danii. Wygrał także Royal League, zrzeszającą najlepsze kluby duńskie, norweskie i szwedzkie (1:0 w finale z Lillestrøm SK). Natomiast w 2007 roku obronił tytuł mistrzowski, a w Royal League zespół FCK przegrał w finale z 0:1 z odwiecznym rywalem Brøndby IF. Jesienią 2007 wystąpił w fazie grupowej Pucharu UEFA.
18 stycznia 2008 Hangeland podpisał kontrakt z angielskim Fulham, który zapłacił za niego 4,7 miliona euro. 29 stycznia zadebiutował w Premier League w zremisowanym 0:0 wyjazdowym meczu z Boltonem Wanderers. Stacja telewizyjna Sky Sports uznała go najlepszym zawodnikiem tego spotkania. Na koniec sezonu 2007/2008 utrzymał się z Fulham w lidze. 23 sierpnia 2008 roku w meczu z Arsenalem zdobył swoją pierwszą i jedyną bramkę w Fulham. W sezonie 2008/2009 dalej był podstawowym graczem klubu (zagrał w 37 meczach Premier League) i na następny rok pozostał w Londynie.
1 sierpnia 2014 roku podpisał kontrakt z Crystal Palace.
| Sezon                    | Klub                     | Kraj                     | Rozgrywki                | Mecze | Bramki |
| ------------------------ | ------------------------ | ------------------------ | ------------------------ | ----- | ------ |
| 2000                     | FK Vidar                 | Norwegia                 | III liga                 | ?     | ?      |
| 2001                     | Viking FK                | Norwegia                 | Tippeligaen              | 22    | 0      |
| 2002                     | Viking FK                | Norwegia                 | Tippeligaen              | 26    | 2      |
| 2003                     | Viking FK                | Norwegia                 | Tippeligaen              | 26    | 1      |
| 2004                     | Viking FK                | Norwegia                 | Tippeligaen              | 14    | 3      |
| 2004                     | Viking FK                | Norwegia                 | Tippeligaen              | 26    | 0      |
| Łącznie w Tippeligaen    | Łącznie w Tippeligaen    | Łącznie w Tippeligaen    | Łącznie w Tippeligaen    | 114   | 6      |
| 2005/06                  | FC København             | Dania                    | Superligaen              | 13    | 1      |
| 2006/07                  | FC København             | Dania                    | Superligaen              | 32    | 0      |
| 2007/08                  | FC København             | Dania                    | Superligaen              | 18    | 2      |
| Łącznie w Superligaen    | Łącznie w Superligaen    | Łącznie w Superligaen    | Łącznie w Superligaen    | 63    | 3      |
| 2007/08                  | Fulham                   | Anglia                   | Premier League           | 15    | 0      |
| 2008/09                  | Fulham                   | Anglia                   | Premier League           | 37    | 1      |
| 2009/10                  | Fulham                   | Anglia                   | Premier League           | 27    | 0      |
| 2010/11                  | Fulham                   | Anglia                   | Premier League           | 37    | 6      |
| 2011/12                  | Fulham                   | Anglia                   | Premier League           | 38    | 0      |
| 2012/13                  | Fulham                   | Anglia                   | Premier League           | 35    | 0      |
| 2013/14                  | Fulham                   | Anglia                   | Premier League           | 23    | 0      |
| 2014/15                  | Crystal Palace           | Anglia                   | Premier League           | 14    | 2      |
| 2015/16                  | Crystal Palace           | Anglia                   | Premier League           | 7     | 0      |
| Łącznie w Premier League | Łącznie w Premier League | Łącznie w Premier League | Łącznie w Premier League | 237   | 10     |

## Kariera reprezentacyjna
W reprezentacji Norwegii Hangeland zadebiutował 20 listopada 2002 roku w wygranym 1:0 towarzyskim spotkaniu z Austrią. Od czasu debiutu stał się podstawowym obrońcą norweskiej drużyny i występował z nią m.in. w eliminacjach do Euro 2004, Mistrzostw Świata 2006, Euro 2008 i Mistrzostw Świata 2010.